# Amarrendia
Amarrendia is een geslacht van schimmels behorend tot de familie Amanitaceae. De typesoort is Amarrendia oleosa. Later is deze soort hernoemd naar Amanita oleosa.

## Soorten
Volgens Index Fungorum telt het geslacht drie soorten (peildatum augustus 2023):'
| Soortnaam                   | Auteur(s)                                               | Publicatiejaar |
| --------------------------- | ------------------------------------------------------- | -------------- |
| Amarrendia lignicolor       | (G.W. Beaton, Pegler & T.W.K. Young) Bougher & T. Lebel | 2002           |
| Amarrendia nemoribus        | Bougher & T. Lebel                                      | 2002           |
| Amarrendia peridiocrystalia | Bougher & T. Lebel                                      | 2002           |